# Fürstentum Neisse

Wappen des Fürstentums Neisse

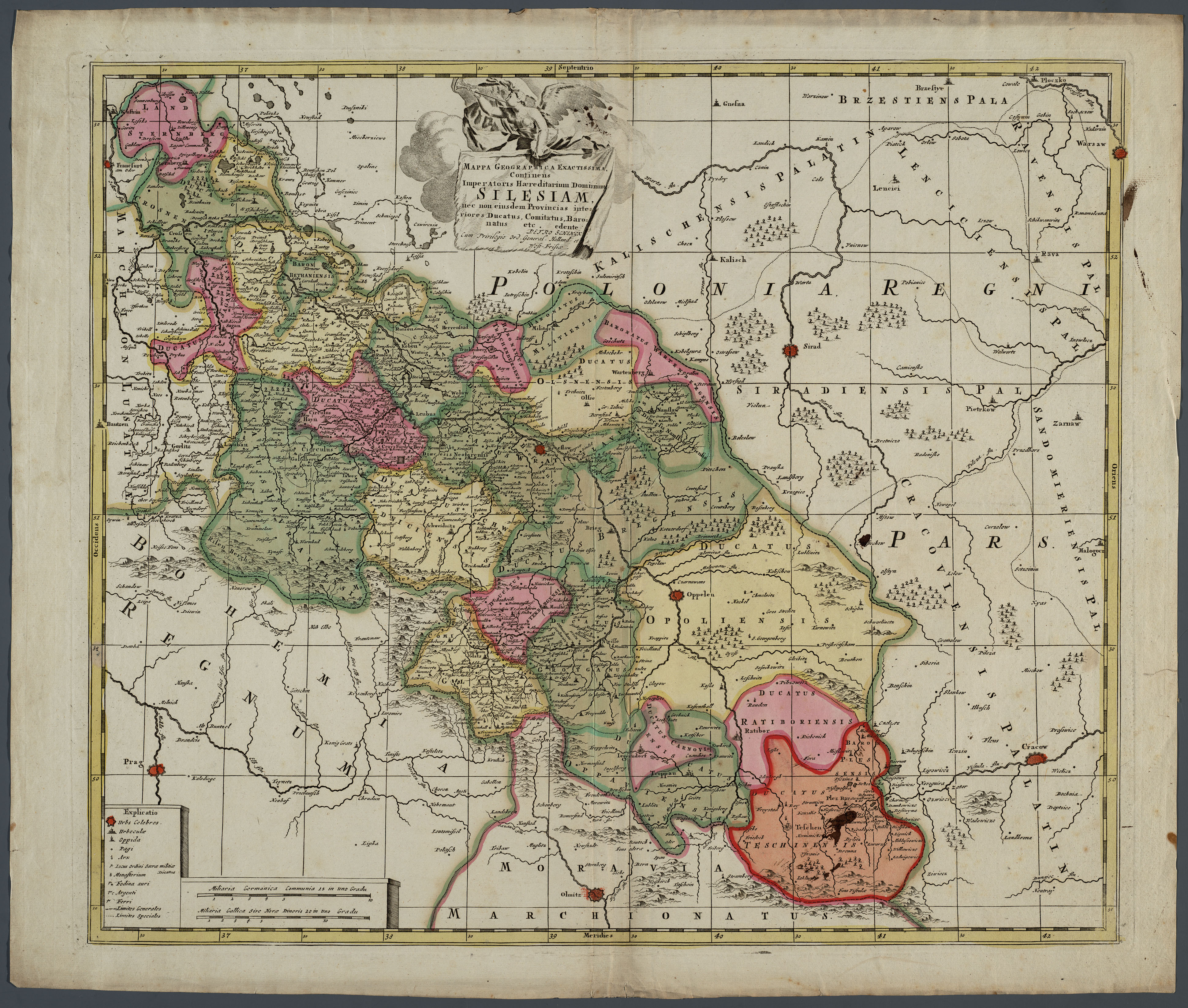
Fürstentum Neisse/Herzogtum Grottkau, Schlesienkarte von Petrus Schenk, 1710

Das Fürstentum Neisse (auch Herzogtum Neisse; Fürstentum Neisse-Grottkau; Neisse-Ottmachauer Bistumsland; lateinisch Territorium Nisense bzw. Nysensis provincia; polnisch Księstwo Nyskie; tschechisch Nisko-otmuchovské knížectví) war ein Territorium der Bischöfe von Breslau. Als eigenständiges Fürstentum, in dem die Bischöfe sowohl die geistliche als auch die weltliche Macht ausübten, bestand es von 1290 bis zur Säkularisation 1810. Von 1342 bis zur preußischen Annexion des größeren Teils von Schlesien 1742 war es ein Lehen der Krone Böhmen. Wie die anderen Herzogtümer in Schlesien war es jedoch nur reichsmittelbar, d. h. der Bischof und die Herzöge besaßen nicht die Reichsstandschaft und damit weder Sitz noch Stimme im Reichstag.
Das Fürstentum Neisse umfasste etwa ein Zehntel des Bistums Breslau und lag an dessen Südrand, etwa 90 Kilometer von Breslau entfernt. Es bestand aus einem zusammenhängenden Gebiet um die Städte Neisse, Ottmachau, Patschkau, Ziegenhals, Weidenau, Freiwaldau und wurde 1344 um Grottkau erweitert. Residenzort war die bischöfliche Stadt Neisse.

## Geschichte

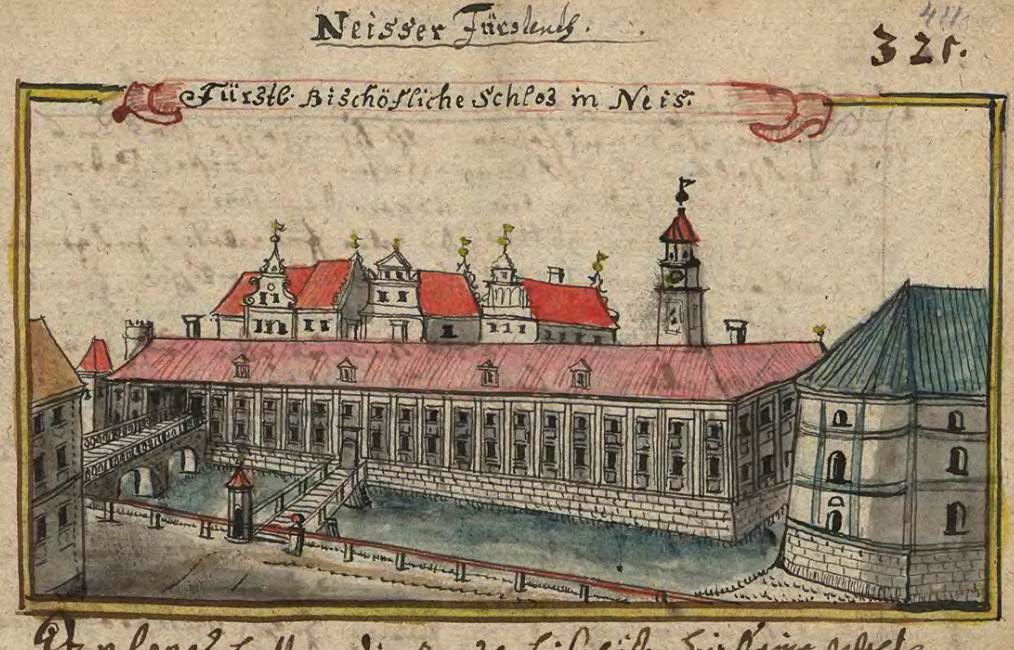
Fürstbischöfliches Schloss in Neisse, 1769 Schauplatz der Begegnung Friedrichs II. mit Kaiser Joseph II.; Darstellung aus dem 18. Jahrhundert

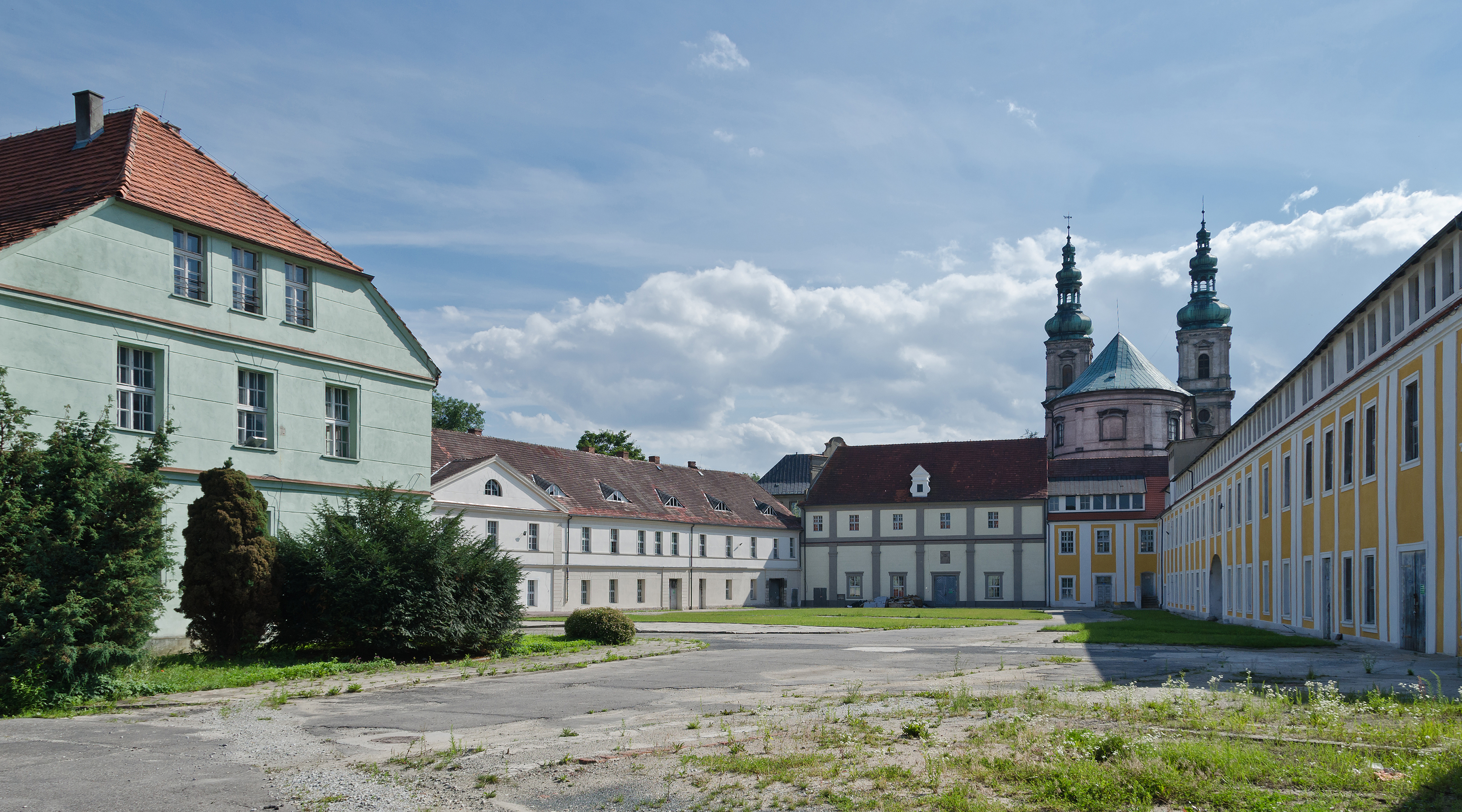
Das Fürstbischöfliche Schloss heute

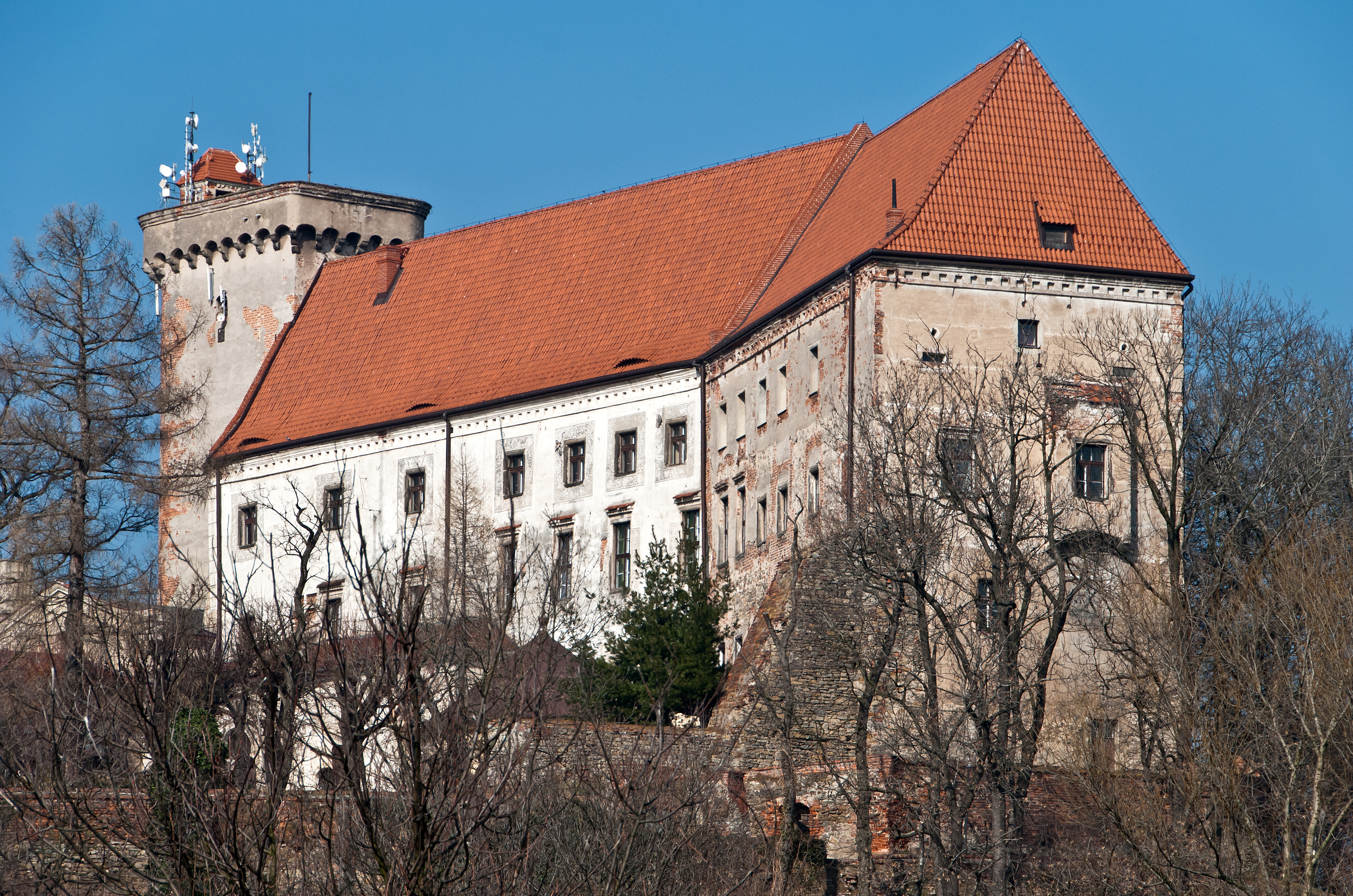
Burg Ottmachau

Das Fürstentum Neisse entstand auf dem Gebiet der ehemaligen Kastellanei Ottmachau, die den Breslauer Bischöfen vermutlich von Anfang an als Ausstattungsgut zugewiesen wurde. Zur Kastellanei, die als schlesischer Verwaltungsbezirk an der Grenze zu Böhmen lag, gehörte auch die Burg Ottmachau mit Zubehör („Castellum Otomochov cum pertinentiis“). Urkundlich belegt ist die Kastellanei als Bischofsgut für das Jahr 1155, als Bischof Walter die dem Bistum Breslau gehörenden Kastellaneien unter den Schutz des Papstes Hadrian IV. stellte. Da die Herzöge jedoch weiterhin die Landeshoheit über das Gebiet ausübten, standen den Bischöfen zunächst keine staatsrechtlichen Zuständigkeiten zu.
Nach der Teilung des Herzogtums Schlesien 1248/51 fiel das Neisse-Ottmachauer Land ungeteilt an das Herzogtum Breslau. Nach dem Tod des Bischofs Thomas I. 1268 war dessen Nachfolger Wladislaus zugleich Herzog von Breslau. Unter dem Bischof Thomas II., der aus dem Neisser Land stammte, kam es zu jahrelangen Immunitätsstreitigkeiten mit dem Breslauer Herzog Heinrich IV. Ursächlich hierfür waren ungeklärte Besitzrechte einiger Dörfer, die von den Bischöfen im Grenzwald nach Deutschem Recht gegründet bzw. umgesetzt worden waren sowie die Entrichtung des Zehnten. Der Kirchenstreit wurde zwar 1276 unter Mitwirkung des Olmützer Bischofs Bruno von Schauenburg beigelegt, flammte jedoch 1282 von Neuem auf. Am 10. August 1282 fällte der Päpstliche Legat Philipp von Fermo in Lindewiese einen Schiedsspruch, mit dem Herzog Heinrich IV. dem Bistum die von ihm, seinem Vater und seinem Oheim Wladislaw zugefügten Schäden sowie den Kirchenbesitz zurückerstatten sollte. Daraufhin erhob der Herzog Anspruch auf die ohne landesherrliche Genehmigung angelegten Dörfer. Als bald danach ein Baronengericht entschied, dass die 65 namentlich aufgeführten Dörfer dem Herzog gehören, da sie der Sicherung der Landesgrenzen dienten, besetzte Herzog Heinrich 1284 diese Dörfer und beanspruchte deren Steuern und Einkünfte für sich. Daraufhin wurde er vom Bischof gebannt. Zu einer Versöhnung zwischen Herzog und Bischof kam es erst am 11. Januar 1288 in Breslau. Kurz vor seinem Tod am 23. Juni 1290 bestätigte Heinrich IV. dem Bistum dessen Güter und Besitzungen und übertrug dem Bischof für das Neisser und Ottmachauer Gebiet das Privileg der Landeshoheit. Dadurch unterlagen die bischöflichen Besitzungen in diesem Gebiet nicht mehr der weltlichen Macht. Die Landeshoheit war allerdings insofern eingeschränkt, als sich der Herzog die Kriegsdienstpflicht der Bewohner vorbehielt sowie das Recht, im Falle einer Landesverteidigung die bischöflichen Burgen besetzen zu dürfen. Einwände gegen die bischöfliche Landeshoheit erhoben allerdings der Schweidnitzer Herzog Bolko I., der 1301 starb sowie der Münsterberger Herzog Bolko II., der erst 1333 auf seine Ansprüche verzichtete.
Durch die Übertragung der Landeshoheit an die Bischöfe verlor die Kastellanei Ottmachau ihre Vormachtstellung im Bistumsland. Residenzort der Breslauer Bischöfe wurde nun Neisse, das auch zum Oberhof für die deutschrechtlichen Siedlungen des Bistumslandes bestimmt wurde. Da das Herzogtum Schlesien durch Erbteilungen in 17. Teilherzogtümer zersplittert war, gehörte der auf der Breslauer Dominsel residierende Bischof mit seinem Neisser Bistumsland zu den reichsten Fürsten Schlesiens.
Erster Bischof von Breslau, der den Titel eines Fürstbischofs benutzte, war Heinrich von Würben. Der ab 1342 amtierende Bischof Preczlaw von Pogarell lehnte sich, wie vorher fast alle schlesischen Herzöge, politisch an Böhmen. Bereits 1342 übertrug er sein Fürstbistum als ein Lehen an den böhmischen König Johann von Luxemburg. Nachfolgend erfolgte 1344 die Inkorporation Schlesiens an die Krone Böhmen und damit mittelbar an das Reich. Außerdem war der Bischof maßgeblich am Zustandekommen des Vertrags von Namslau im Jahre 1348 beteiligt, in dem der polnische König Kasimir III. endgültig die Oberherrschaft Böhmens über Schlesien anerkannte. Wohl deshalb wurde Preczlaw 1352 Hofkanzler des Römisch deutschen und böhmischen Königs Karl IV. Bereits 1344 hatte er Stadt und Weichbild Grottkau erworben, das er mit seinen bisherigen Gebieten zum „Fürstentum Neisse-Grottkau“ vereinte. Nachfolgend titelten die jeweiligen Breslauer Bischöfe als „Fürst von Neisse und Herzog von Grottkau“.
Vermutlich wegen der Bedrängungen durch die Hussiten übertrug Bischof Konrad von Oels 1432 die Hauptmannschaft über das Bistumsland (ohne Grottkau) an den Rat der Stadt Neisse. Nach den Zerstörungen durch die Hussitenkriege, in denen die Städte Ziegenhals, Weidenau, Ottmachau und Patschkau in Asche gelegt wurden, erholte sich das Neisser Bistumsland wirtschaftlich. Die Reformation, die sich ab 1522 auch im Bistumsland ausbreitete, wurde ab 1622 durch die Jesuiten verdrängt. Von 1575 bis 1655 hatte das Breslauer Priesterseminar seinen Sitz in Neisse. Die von Bischof Erzherzog Karl verfolgte Gründung einer Universität und eines Konvikts in Neisse kam durch dessen frühen Tod nicht zustande. Große Verwüstungen musste das Bistumsland auch im Dreißigjährigen Krieg erleiden. 1729 wurde unter Bischof Franz Ludwig von der Pfalz eine neue bischöfliche Residenz in Neisse errichtet.
Nach dem Ersten Schlesischen Krieg fiel der größte Teil Schlesiens an Preußen. Auch das Fürstentum Neisse musste geteilt werden:
- Der größere Teil mit den Städten Neisse, Ottmachau, Patschkau und Grottkau fiel an Preußen. 1810 wurde der preußische Teil säkularisiert, wodurch die Herrschaft der Breslauer Bischöfe über diesen Anteil beendet wurde. Stifte und Klöster wurden aufgelöst und das Kirchengut teilweise verschleudert. Nach der Neugliederung Schlesiens gelangte dieser Teil, der bis dahin zum Regierungsbezirk Breslau, und damit zu Niederschlesien gehörte, 1813 an den oberschlesischen Regierungsbezirk Oppeln. Mit diesem zusammen kam  er nach dem Zweiten Weltkrieg 1945 unter polnische Verwaltung.
- Der Süden des Bistumslandes mit dem Gebiet um Freiwaldau verblieb 1742 bei Böhmen und gehörte nun zu Österreichisch-Schlesien. Mit der Aufhebung der Patrimonialherrschaften im Jahre 1850 übten die Bischöfe keine Herrschaftsrechte mehr aus. 1918 fiel dieses Gebiet an die Tschechoslowakei. Durch das Münchner Abkommen wurde es 1938 dem Deutschen Reich zugesprochen.  Seit dem Zweiten Weltkrieg lag das Gebiet in der Tschechoslowakei, heute liegt es in Tschechien. Erst 1978 wurde dieses Gebiet durch päpstliche Verfügung aus dem Erzbistum Breslau ausgegliedert und dem Erzbistum Olmütz zugewiesen. 1996 erfolgte eine Umgliederung in das neugeschaffene Bistum Ostrau-Troppau.